# 혼도니아주
혼도니아주(브라질 포르투갈어: Estado de Rondônia, 스페인어: Estado de Rondonia)는 브라질의 북부에 위치하였으며 볼리비아와 접경하고 있으며, 마투그로수주, 아마조나스주, 아크리주와 이웃하고 있다.
혼도니아의 인구는 1,815,000명(2021년 기준)으로 다섯 번째로 인구가 적은 주이다. 수도이자 가장 큰 도시는 마데이라 강이 흐르는 포르투벨류이다. 이 주는 1910년대에 이 지역의 북쪽을 탐험했던 칸디두 혼동(Cândido Rondon)의 이름을 따서 명명되었다.
면적은 237,590.547 km²로 루마니아 영토와 맞먹으며 크로아티아보다 거의 5배나 크다. 이 외에도 아리퀘메스, 카코알, 과자라미림, 지파라나, 롤림 데 모우라, 빌헤나와 같은 다른 중요한 도시들이 있다.

## 주요 도시
- 포르투벨류

## 인구
| 연도    | 인구      | ±%      |
| ------- | --------- | ------- |
| 1950    | 36,935    | —       |
| 1960    | 70,783    | +91.6%  |
| 1970    | 116,620   | +64.8%  |
| 1980    | 503,125   | +331.4% |
| 1991    | 1,130,874 | +124.8% |
| 2000    | 1,380,952 | +22.1%  |
| 2010    | 1,562,409 | +13.1%  |
| 2022    | 1,581,196 | +1.2%   |
| Source: |           |         |